# Szigeti Ferenc (labdarúgó)
Szigeti Ferenc, született Smid (Türje, 1930. április 6. – 2024. május 7.) magyar labdarúgó, edző.

## Pályafutása
1930. április 6-án született Türjén, Smid Ferenc néven Smid Ferenc (1901–1975) és Kertész Irén (1903–1976) gyermekeként.

### Edzőként
Játékospályafutása után a Budai Spartacust edzője volt. 1967-től a Ceglédi VSE trénere volt. 1969-ben a BVSC vezetőedzőjének nevezték ki. 1970-ben a Kecskeméti Dózsa edzője lett. 1972 nyarától a Váci Híradás csapatát irányította. 1974 és 1978 között Dalnoki Jenő pályaedzője volt a Ferencvárosnál. Az ő feladata volt a KEK küzdelmek során az ellenfelek mérkőzéseinek megtekintése és feltérképezése. 1978 nyarától az Ajkai Alumínium szakmai munkáját irányította. A következő évtől a Hódmezővásárhely edzője volt.

## Sikerei, díjai

### Edzőként
- Kupagyőztesek Európa-kupája
  - döntős: 1974–75